# Arthrophytum schmittianum
Haloxylon schmittianum es una planta perteneciente a la familia  Amaranthaceae.  Es originaria del Norte de África donde se distribuye por Marruecos, Argelia, Túnez y Libia.

## Taxonomía
Haloxylon schmittianum fue descrita por Auguste Nicolas Pomel y publicado en Nouv. Mat. Fl. Atl. 2: 334 1875.
Etimología
Haloxylon: nombre genérico que deriva de las palabras griegas  ἅλς  (halo) = "salino" y  (xylon) = "árbol" lo que significa "árbol de la sal", y se refiere tanto a los lugares de crecimiento a menudo salados, así como la acumulación de sal en las plantas.
schmittianum: epíteto
Sinonimia
- Arthrophytum recurvum (Bunge ex Boiss.) Iljin
- Arthrophytum schmittianum (Pomel) Maire & Weiller
- Hammada schmittiana (Pomel) Botsch.[4]